# Lijst van Nederlandse ministeries
Dit is een lijst van Nederlandse ministeries. Na een kabinetsformatie verandert in de eenentwintigste eeuw meestal de taakomschrijving van ministeries en worden soms programmaministers toegevoegd (feitelijk ministers zonder portefeuille).

## Kabinet-Schoof (2024-heden)
Het kabinet-Schoof heeft vijftien ministeries plus één minister zonder portefeuille:
- Ministerie van Algemene Zaken (AZ)
- Ministerie van Asiel en Migratie (A&M)
- Ministerie van Binnenlandse Zaken en Koninkrijksrelaties (BZK)
- Ministerie van Buitenlandse Zaken (BZ)
- Ministerie van Defensie (Def)
- Ministerie van Economische Zaken (EZ)
- Ministerie van Financiën (Fin)
- Ministerie van Infrastructuur en Waterstaat (I&W)
- Ministerie van Klimaat en Groene Groei (KGG)
- Ministerie van Landbouw, Visserij, Voedselzekerheid en Natuur (LVVN)
- Ministerie van Justitie en Veiligheid (J&V)
- Ministerie van Onderwijs, Cultuur en Wetenschap (OCW)
- Ministerie van Sociale Zaken en Werkgelegenheid (SZW)
- Ministerie van Volksgezondheid, Welzijn en Sport (VWS)
- Ministerie van Volkshuisvesting en Ruimtelijke Ordening (VRO)

Minister zonder portefeuille:
- Buitenlandse Handel en Ontwikkelingshulp (onder BZ)

## Geschiedenis

### Franse Tijd
Tijdens de Bataafs-Franse Tijd, op 12 maart 1798, werden er voor het eerst nationale agentschappen ingesteld. Deze werden in 1801 omgedoopt in secretarieën van staat, en ten tijde van Lodewijk Napoleon in ministeries. In deze tijd waren er de volgende acht ministeries:
- Binnenlandse Zaken
- Buitenlandse Zaken
- Financiën
- Justitie
- Marine
- Nationale Economie
- Nationale Opvoeding
- Oorlog

Daarnaast werden in 1806 de ministeries van Eredienst en van Koophandel en Koloniën ingesteld.

### Koning Willem I en II
Tijdens de regeringen van Willem I en II bleef deze indeling globaal in stand, maar werden er regelmatig ministeries samengevoegd en afgesplitst. Wel werd het ministerie van Eredienst definitief gesplitst in het ministerie van Zaken der rooms-katholieke Eredienst en het ministerie van Zaken van de Hervormde en andere Erediensten, behalve die der rooms-katholieke.

### Na de grondwetsherziening van 1848
Na de grondwetsherziening van 1848 werden de ministers verantwoordelijk in plaats de koning, en kregen de ministeries een vastere vorm. In 1848 bestonden de volgende negen ministeries:
- Binnenlandse Zaken
- Buitenlandse Zaken
- Financiën
- Justitie
- Koloniën
- Marine
- Oorlog
- Zaken der rooms-katholieke Eredienst
- Zaken van de Hervormde en andere Erediensten, behalve die der rooms-katholieke

In de jaren na 1848 kregen de eredienstministeries gedeelde ministers, en werden zij opgeheven en heropgericht. In 1868 werden de ministeries definitief opgeheven.
In 1877 werd het ministerie van Waterstaat, Handel en Nijverheid afgesplitst van Binnenlandse Zaken. In 1906 werd dit ministerie gesplitst in het ministerie van Waterstaat en het ministerie van Landbouw, Nijverheid en Handel.

### 1918-1940
Na 1900 groeide de overheidsbemoeienis steeds verder, waardoor de behoefte ontstond om de taken over meer ministeries te verdelen. In 1918 werden twee nieuwe grote ministeries opgericht: die van Onderwijs, Kunsten en Wetenschappen en die van Arbeid. Per 1923 werd Arbeid weer ondergebracht bij andere ministeries, maar in 1933 werd het heropgericht onder de naam Sociale Zaken. Daarnaast werd in 1935 het ministerie van Landbouw en Visserij opgericht, en in 1937 het ministerie van Algemene Zaken. Dit laatste ministerie kreeg de functie het coördineren van regeringsbeleid. Daarnaast werden in 1928 de ministeries van Oorlog en Marine samengevoegd tot het ministerie van Defensie, waardoor Nederland in 1940 de volgende twaalf ministeries kende:
- Algemene Zaken
- Binnenlandse Zaken
- Buitenlandse Zaken
- Defensie
- Financiën
- Handel, Nijverheid en Scheepvaart
- Justitie
- Koloniën
- Landbouw en Visserij
- Onderwijs, Kunsten en Wetenschappen
- Sociale Zaken
- Waterstaat

### Na de Tweede Wereldoorlog
Na de Tweede Wereldoorlog werd het ministerie van Openbare Werken opgericht, dat ging over de volkshuisvesting en wederopbouw. In 1952 werd het ministerie van Maatschappelijk Werk opgericht, mede vanwege de verdeling van de ministersposten tussen de coalitiepartijen. Later werden cultuur en recreatie aan dit ministerie toegevoegd. In 1971 werd het ministerie van Volksgezondheid en Milieuhygiëne afgesplitst van Sociale Zaken. In 1982 fuseerden deze laatste twee ministeries tot het ministerie van Welzijn, Volksgezondheid en Cultuur. In 1994 kwam cultuur weer bij onderwijs en wetenschappen te liggen. Daarnaast werd vanwege de dekolonisatie het ministerie van Koloniën opgeheven in 1959, inmiddels het ministerie van Zaken Overzee geheten. Na een aantal decennia als afzonderlijk kabinet te hebben gefunctioneerd, werd dit beleidsterrein in 1998 toegevoegd aan Binnenlandse Zaken.
Door deze ontwikkelingen had Nederland tussen 2003 en 2010 de volgende dertien ministeries:
- Algemene Zaken (AZ)
- Binnenlandse Zaken en Koninkrijksrelaties (BZK)
- Buitenlandse Zaken (BZ)
- Defensie (Def)
- Economische Zaken (EZ)
- Financiën (Fin)
- Justitie (Just)
- Landbouw, Natuur en Voedselkwaliteit (LNV)
- Onderwijs, Cultuur en Wetenschap (OCW)
- Sociale Zaken en Werkgelegenheid (SZW)
- Verkeer en Waterstaat (V&W)
- Volksgezondheid, Welzijn en Sport (VWS)
- Volkshuisvesting, Ruimtelijke Ordening en Milieubeheer (VROM)

### Ontwikkelingen vanaf 2010
Bij het aantreden van het kabinet-Rutte I in 2010 werd het aantal ministeries verminderd. Het ministerie van Landbouw, Natuur en Voedselkwaliteit ging samen met Economische Zaken. Het ministerie van Volkshuisvesting, Ruimtelijke Ordening en Milieubeheer werd verdeeld over de ministeries van Binnenlandse Zaken en van Infrastructuur en Milieu. In 2017 werd Landbouw echter weer zelfstandig.
Bij het aantreden van het kabinet-Schoof in 2024 kwamen er echter weer een aantal ministeries bij. Volkshuisvesting en Ruimtelijke Ordening werd weer zelfstandig, en er kwamen twee geheel nieuwe ministeries. Asiel en Migratie werd afgesplitst van Justitie en Veiligheid, en Klimaat en Groene Groei kwam voort uit Economische Zaken en Klimaat. Hierdoor bestaan er sindsdien vijftien ministeries.

### Lijst van ministeries 1848-heden
| Ministerie                                                                     | Van               | Tot               | Voorganger(s) | Opvolger(s) |
| ------------------------------------------------------------------------------ | ----------------- | ----------------- | --- | --- |
| Algemene Zaken                                                                 | 3 juli 1937       | 23 februari 1945  | | Algemene Oorlogvoering van het Koninkrijk |
| Algemene Oorlogvoering van het Koninkrijk                                      | 21 mei 1942       | 3 juli 1946       | Algemene Zaken | |
| Algemene Zaken                                                                 | 11 oktober 1947   |                   | | |
| Arbeid                                                                         | 26 september 1918 | 1 januari 1923    | Landbouw, Nijverheid en Handel (afgesplitst) | Arbeid, Handel en Nijverheid |
| Arbeid, Handel en Nijverheid                                                   | 1 januari 1923    | 1 mei 1932        | Arbeid, Landbouw, Nijverheid en Handel | Economische Zaken en Arbeid |
| Asiel en Migratie                                                              | 2 juli 2024       |                   | Justitie en Veiligheid (afgesplitst) | |
| Binnenlandse Zaken                                                             |                   | 1 januari 1923    | | Waterstaat, Handel en Nijverheid (afgesplitst in 1877), Onderwijs, Kunsten en Wetenschappen (afgesplitst in 1918), Binnenlandse Zaken en Landbouw |
| Binnenlandse Zaken en Landbouw                                                 | 1 januari 1923    | 1 mei 1932        | Binnenlandse Zaken, Landbouw, Nijverheid en Handel | Binnenlandse Zaken, Economische Zaken en Arbeid                                                                                                   |
| Binnenlandse Zaken                                                             | 1 mei 1932        | 26 oktober 1956   | Binnenlandse Zaken en Landbouw | Binnenlandse Zaken, Bezitsvorming en Publiekrechtelijke Bedrijfsorganisatie                                                                       |
| Binnenlandse Zaken, Bezitsvorming en Publiekrechtelijke Bedrijfsorganisatie    | 26 oktober 1956   | 19 mei 1959       | Binnenlandse Zaken | Binnenlandse Zaken |
| Binnenlandse Zaken                                                             | 19 mei 1959       | 3 augustus 1998   | Binnenlandse Zaken, Bezitsvorming en Publiekrechtelijke Bedrijfsorganisatie                                                                                    | Binnenlandse Zaken en Koninkrijksrelaties |
| Binnenlandse Zaken en Koninkrijksrelaties                                      | 3 augustus 1998   |                   | Binnenlandse Zaken, Volkshuisvesting, Ruimtelijke Ordening en Milieubeheer (toegevoegd in 2010)                                                                | Volkshuisvesting en Ruimtelijke Ordening (afgesplitst in 2024)                                                                                    |
| Buitenlandse Zaken                                                             |                   |                   | Zaken der rooms-katholieke Eredienst (toegevoegd in 1862) | Zaken der rooms-katholieke Eredienst (afgesplitst in 1868)                                                                                        |
| Cultuur, Recreatie en Maatschappelijk Werk                                     | 14 april 1965     | 4 november 1982   | Maatschappelijk Werk | Welzijn, Volksgezondheid en Cultuur |
| Defensie                                                                       | 1 september 1928  | 27 juli 1941      | Oorlog, Marine | Oorlog, Marine |
| Defensie                                                                       | 19 mei 1959       |                   | Oorlog, Marine | |
| Economische Zaken en Arbeid                                                    | 1 mei 1932        | 8 juni 1933       | Arbeid, Handel en Nijverheid, Binnenlandse Zaken en Landbouw                                                                                                   | Economische Zaken, Sociale Zaken |
| Economische Zaken                                                              | 8 juni 1933       | 2 september 1935  | Economische Zaken en Arbeid | Handel, Nijverheid en Scheepvaart, Landbouw en Visserij                                                                                           |
| Economische Zaken                                                              | 15 juli 1937      | 9 mei 1940        | Handel, Nijverheid en Scheepvaart, Landbouw en Visserij | Handel, Nijverheid en Scheepvaart, Landbouw en Visserij                                                                                           |
| Economische Zaken                                                              | 3 juli 1946       | 14 oktober 2010   | Handel en Nijverheid, Verkeer en Energie | Economische Zaken, Landbouw en Innovatie |
| Economische Zaken, Landbouw en Innovatie                                       | 14 oktober 2010   | 5 november 2012   | Economische Zaken, Landbouw, Natuur en Voedselkwaliteit | Economische Zaken |
| Economische Zaken                                                              | 5 november 2012   | 26 oktober 2017   | Economische Zaken, Landbouw en Innovatie | Economische Zaken en Klimaat, Landbouw, Natuur en Voedselkwaliteit                                                                                |
| Economische Zaken en Klimaat                                                   | 26 oktober 2017   | 2 juli 2024       | Economische Zaken | Economische Zaken, Klimaat en Groene Groei |
| Economische Zaken                                                              | 2 juli 2024       |                   | Economische Zaken en Klimaat | |
| Financiën                                                                      |                   |                   | Zaken van de Hervormde en andere Erediensten, behalve die der rooms-katholieke (toegevoegd in 1868)                                                            | |
| Handel, Nijverheid en Scheepvaart                                              | 2 september 1935  | 15 juli 1937      | Economische Zaken | Economische Zaken |
| Handel, Nijverheid en Scheepvaart                                              | 9 mei 1940        | 31 mei 1944       | Economische Zaken | Handel, Nijverheid en Landbouw, Scheepvaart en Visserij                                                                                           |
| Handel, Nijverheid en Landbouw                                                 | 31 mei 1944       | 25 juni 1945      | Handel, Nijverheid en Scheepvaart, Landbouw en Visserij | Handel en Nijverheid, Voedselvoorziening, Landbouw en Visserij                                                                                    |
| Handel en Nijverheid                                                           | 25 juni 1945      | 3 juli 1946       | Handel, Nijverheid en Landbouw | Economische Zaken |
| Infrastructuur en Milieu                                                       | 14 oktober 2010   | 26 oktober 2017   | Verkeer en Waterstaat, Volkshuisvesting, Ruimtelijke Ordening en Milieu                                                                                        | Infrastructuur en Waterstaat |
| Infrastructuur en Waterstaat                                                   | 26 oktober 2017   |                   | Infrastructuur en Milieu | |
| Justitie                                                                       |                   | 14 oktober 2010   | Zaken van de Hervormde en andere Erediensten, behalve die der rooms-katholieke (toegevoegd in 1862), Zaken der rooms-katholieke Eredienst (toegevoegd in 1868) | Zaken van de Hervormde en andere Erediensten, behalve die der rooms-katholieke (afgesplitst in 1868), Veiligheid en Justitie                      |
| Veiligheid en Justitie                                                         | 14 oktober 2010   | 26 oktober 2017   | Justitie | Justitie en Veiligheid |
| Justitie en Veiligheid                                                         | 26 oktober 2017   |                   | Veiligheid en Justitie | Asiel en Migratie (afgesplitst in 2024) |
| Klimaat en Groene Groei                                                        | 2 juli 2024       |                   | Economische Zaken en Klimaat | |
| Koloniën                                                                       |                   | 23 februari 1945  | | Overzeese Gebiedsdelen |
| Overzeese Gebiedsdelen                                                         | 23 februari 1945  | 27 december 1949  | Koloniën | Uniezaken en Overzeese Rijksdelen |
| Uniezaken en Overzeese Rijksdelen                                              | 27 december 1949  | 1 januari 1953    | Overzeese Gebiedsdelen | Overzeese Rijksdelen |
| Overzeese Rijksdelen                                                           | 1 januari 1953    | 16 februari 1957  | Uniezaken en Overzeese Rijksdelen | Zaken Overzee |
| Zaken Overzee                                                                  | 16 februari 1957  | 1 september 1959  | Overzeese Rijksdelen | |
| Landbouw, Nijverheid en Handel                                                 | 9 september 1905  | 1 januari 1923    | Waterstaat, Handel en Nijverheid | Arbeid (afgesplitst in 1918), Arbeid, Handel en Nijverheid                                                                                        |
| Landbouw en Visserij                                                           | 2 september 1935  | 15 juli 1937      | Economische Zaken | Economische Zaken |
| Landbouw en Visserij                                                           | 9 mei 1940        | 31 mei 1944       | Economische Zaken | Handel, Nijverheid en Landbouw, Scheepvaart en Visserij                                                                                           |
| Voedselvoorziening, Landbouw en Visserij                                       | 25 juni 1945      | 16 oktober 1945   | Handel, Nijverheid en Landbouw | Landbouw, Visserij en Voedselvoorziening |
| Landbouw, Visserij en Voedselvoorziening                                       | 16 oktober 1945   | 19 mei 1959       | Voedselvoorziening, Landbouw en Visserij | Landbouw en Visserij |
| Landbouw en Visserij                                                           | 19 mei 1959       | 7 november 1989   | Landbouw, Visserij en Voedselvoorziening | Landbouw, Natuurbeheer en Visserij |
| Landbouw, Natuurbeheer en Visserij                                             | 7 november 1989   | 1 juli 2003       | Landbouw en Visserij | Landbouw, Natuur en Voedselkwaliteit |
| Landbouw, Natuur en Voedselkwaliteit                                           | 1 juli 2003       | 14 oktober 2010   | Landbouw, Natuurbeheer en Visserij | Economische Zaken, Landbouw en Innovatie |
| Landbouw, Natuur en Voedselkwaliteit                                           | 26 oktober 2017   | 2 juli 2024       | Economische Zaken | Landbouw, Visserij, Voedselzekerheid en Natuur |
| Landbouw, Visserij, Voedselzekerheid en Natuur                                 | 2 juli 2024       |                   | Landbouw, Natuur en Voedselkwaliteit | |
| Maatschappelijk Werk                                                           | 2 september 1952  | 14 april 1965     | Sociale Zaken en Volksgezondheid (afgesplitst) | Cultuur, Recreatie en Maatschappelijk Werk |
| Marine                                                                         |                   | 1 september 1928  | | Defensie |
| Marine                                                                         | 27 juli 1941      | 19 mei 1959       | Defensie | Defensie |
| Onderwijs, Kunsten en Wetenschappen                                            | 26 september 1918 | 14 april 1965     | Binnenlandse Zaken (afgesplitst) | Onderwijs en Wetenschappen, Cultuur, Recreatie en Maatschappelijk Werk                                                                            |
| Onderwijs en Wetenschappen                                                     | 14 april 1965     | 22 augustus 1994  | Onderwijs, Kunsten en Wetenschappen | Onderwijs, Cultuur en Wetenschappen |
| Onderwijs, Cultuur en Wetenschappen                                            | 22 augustus 1994  | 1 oktober 2003    | Onderwijs en Wetenschappen, Welzijn, Volksgezondheid en Cultuur                                                                                                | Onderwijs, Cultuur en Wetenschap |
| Onderwijs, Cultuur en Wetenschap                                               | 1 oktober 2003    |                   | Onderwijs, Cultuur en Wetenschappen | |
| Oorlog                                                                         |                   | 1 september 1928  | | Defensie |
| Oorlog                                                                         | 27 juli 1941      | 19 mei 1959       | Defensie | Defensie |
| Openbare Werken                                                                | 25 juni 1945      | 1 september 1945  | | Openbare Werken en Wederopbouw |
| Openbare Werken en Wederopbouw                                                 | 1 september 1945  | 3 maart 1947      | Openbare Werken | Wederopbouw en Volkshuisvesting |
| Scheepvaart en Visserij                                                        | 31 mei 1944       | 25 juni 1945      | Handel, Nijverheid en Scheepvaart, Landbouw en Visserij | Scheepvaart, Voedselvoorziening, Landbouw en Visserij                                                                                             |
| Scheepvaart                                                                    | 25 juni 1945      | 3 juli 1946       | Scheepvaart en Visserij | Verkeer |
| Sociale Zaken                                                                  | 8 juni 1933       | 15 september 1951 | Economische Zaken en Arbeid | Sociale Zaken en Volksgezondheid |
| Sociale Zaken en Volksgezondheid                                               | 15 september 1951 | 6 juli 1971       | Sociale Zaken | Maatschappelijk Werk (afgesplitst in 1952), Sociale Zaken, Volksgezondheid en Milieuhygiëne                                                       |
| Sociale Zaken                                                                  | 6 juli 1971       | 11 september 1981 | Sociale Zaken en Volksgezondheid | Sociale Zaken en Werkgelegenheid |
| Sociale Zaken en Werkgelegenheid                                               | 11 september 1981 |                   | Sociale Zaken | |
| Verkeer en Energie                                                             | 25 juni 1945      | 3 juli 1946       | Waterstaat | Verkeer, Economische Zaken |
| Verkeer                                                                        | 3 juli 1946       | 1 maart 1947      | Verkeer en Energie, Scheepvaart | Verkeer en Waterstaat |
| Verkeer en Waterstaat                                                          | 1 maart 1947      | 14 oktober 2010   | Verkeer | Infrastructuur en Milieu |
| Volksgezondheid en Milieuhygiëne                                               | 6 juli 1971       | 4 november 1982   | Sociale Zaken en Volksgezondheid | Welzijn, Volksgezondheid en Cultuur, Volkshuisvesting, Ruimtelijke Ordening en Milieubeheer                                                       |
| Welzijn, Volksgezondheid en Cultuur                                            | 4 november 1982   | 22 augustus 1994  | Volksgezondheid en Milieuhygiëne, Cultuur, Recreatie en Maatschappelijk Werk                                                                                   | Volksgezondheid, Welzijn en Sport, Onderwijs, Cultuur en Wetenschappen                                                                            |
| Volksgezondheid, Welzijn en Sport                                              | 22 augustus 1994  |                   | Welzijn, Volksgezondheid en Cultuur | |
| Volkshuisvesting en Bouwnijverheid                                             | 13 oktober 1956   | 14 april 1965     | Wederopbouw en Volkshuisvesting | Volkshuisvesting en Ruimtelijke Ordening |
| Volkshuisvesting en Ruimtelijke Ordening                                       | 14 april 1965     | 4 november 1982   | Volkshuisvesting en Bouwnijverheid | Volkshuisvesting, Ruimtelijke Ordening en Milieubeheer                                                                                            |
| Volkshuisvesting, Ruimtelijke Ordening en Milieubeheer                         | 4 november 1982   | 14 oktober 2010   | Volkshuisvesting en Ruimtelijke Ordening | Binnenlandse Zaken en Koninkrijksrelaties, Infrastructuur en Milieu                                                                               |
| Volkshuisvesting en Ruimtelijke Ordening                                       | 2 juli 2024       |                   | Binnenlandse Zaken en Koninkrijksrelaties (afgesplitst) | |
| Waterstaat, Handel en Nijverheid                                               | 3 november 1877   | 1 juli 1906       | Binnenlandse Zaken (afgesplitst) | Landbouw, Nijverheid en Handel, Waterstaat |
| Waterstaat                                                                     | 1 juli 1906       | 25 juni 1945      | Waterstaat, Handel en Nijverheid | Verkeer en Energie |
| Wederopbouw en Volkshuisvesting                                                | 3 maart 1947      | 13 oktober 1956   | Openbare Werken en Wederopbouw | Volkshuisvesting en Bouwnijverheid |
| Zaken der rooms-katholieke Eredienst                                           |                   | 1 juli 1862       | | Buitenlandse Zaken (toegevoegd) |
| Zaken der rooms-katholieke Eredienst                                           | 15 januari 1868   | 1 september 1868  | Buitenlandse Zaken (afgesplitst) | Justitie (toegevoegd) |
| Zaken van de Hervormde en andere Erediensten, behalve die der rooms-katholieke |                   | 1 juli 1862       | | Justitie (toegevoegd) |
| Zaken van de Hervormde en andere Erediensten, behalve die der rooms-katholieke | 15 januari 1868   | 1 september 1868  | Justitie (afgesplitst) | Financiën (toegevoegd) |